# 곡전재
곡전재(穀田齊)는 대한민국 전라남도 구례군 토지면 오미리에 위치한 가옥이다. 2005년 5월 18일 구례군의 향토문화유산 제9호로 지정되었다.

## 개요
이 건물은 1929년 박승림이 건립하였으며 1940년에 이교신(호-곡전) 씨가 인수하여 현재까지 그 후손들이 거처하고 있다. 조선 후기 한국 전통 목조 건축 양식의 주택으로서 부연을 단 고주집, 문살의 외미리 형식, 기둥 석가래 등이 매우 크고 지붕이 높은 것이 특징이다. 당시 영 호남지역에서 발견되는 부농의 민가 형식 주택으로 문간채, 사랑채, 안채가 모두 ―자형으로 배치되었으며 2.5m 이상의 호박돌 담장을 설치하여 집터의 환경을 금환(金環)의 개념을 도입한 점 등이 독창적이다.

## 건립
박승림은 오늘날 승주군에 속하는 옛 순천군 황전면 대치리에 살던 7천석 대지주였다. 처음에는 구례읍 봉북리로 이사하였으나 풍수지리설을 쫓아 백방으로 명당을 물색하다가 지금의 터에 집을 짓기로 하였다. 박승림은 집터를 정하기 위해 많은 지관(地官, 풍수지리설을 쫓아 명당을 찾는 사람)을 풀어 1910년 무렵부터 땅을 알아 보았는데 지금의 집터를 정하는 데 10년을 보냈다고 한다. 이 때 함께 땅을 알아 보러 다닌 사람이 이교신으로 1929년 박승림과 함께 집을 지었다.
집터는 구례군 토지면 오미리에 정하였고 풍수지리설의 금환락지(金環洛地 - 선녀가 금반지를 떨어뜨린 자리)에 해당한다고 보아 집터 자체를 반지 모양으로 둥글게 조성하였다. 오미리가 금환락지에 해당한다는 이야기는 인근의 운조루를 비롯한 오미리 마을 옛집에 두루 전하는 이야기이다. 풍수에서 금환락지란 생산이 풍부한 땅을 의미한다.

## 구조
원래 지어진 집은 모두 여섯채 53간 규모였으나 현재는 1998년 일부 복원하여 5채 51간 규모이다. 담장을 높이 올려 안을 전혀 들여다 볼 수 없다. 내부는 문간채와 행랑채, 안채를 기본으로 하여 지어 남부 지방의 부유한 민가의 트인 ㅁ자 구조를 잘 보여준다.
집이 지어진 시기는 1929년으로 일제강점기에 해당하지만, 건물은 조선 후기의 전통적인 한옥 구조를 따라 지었다. 집 안 동편으로 밖에서 물을 끌어들여 동행랑채 옆에 연못을 마련하였고, 마루방을 만들어 여름철을 보낼 수 있게 하였다. 연못의 물은 집을 감아 돌아 대문 옆 정원을 거쳐 빠져나간다.

## 역사
1929년 집을 지은 박승림은 서울에 사업채를 차리고 살았고, 집의 관리를 이교신에게 맡겼다. 1940년 박승림이 서울에서 사망한 뒤 유족인 며느리가 집을 이교신에게 매각하였다. 이후 이교신의 호인 곡전(穀田)을 따 집의 이름이 곡전재가 되었고 지금까지 5대째 후손들이 살고 있다. 2003년 학술 조사가 진행되어 2005년 구례군 향토문화재가 되었다.
이교신의 후손인 이병주는 2006년 한옥 고택의 보존과 문화재 관람객의 편익을 위한 팬션 사업을 시작하였다. 2010년 한옥 팬션업으로 인허가되어 관람로와 손님방을 꾸미고 영업 중이다. 전통 한옥 생활 방식의 바닥 방과 침대를 마련한 방이 있다.